# Майков, Валериан Николаевич
Валериа́н Никола́евич Ма́йков (28 августа [9 сентября] 1823, Москва — 15 [27] июля 1847, Санкт-Петербургская губерния) — русский литературный критик и публицист. Сын живописца Николая Аполлоновича Майкова, брат Аполлона, Леонида и Владимира Майковых.

## Биография
Родился 28 августа (9 сентября) 1823 года в Москве в семье художника Николая Аполоновича Майкова от его брака с Евгенией Петровной Гусятниковой. Крещён 8 сентября 1823 года в Крестовоздвиженской церкви в бывшем Крестовоздвиженском монастыре при восприемстве Н. М. Гусятникова и бабушки купчихи Н. И. Гусятниковой
Получил прекрасное домашнее воспитание (друг семьи Гончаров преподавал ему русскую словесность). Поступил на юридический факультет Санкт-Петербургского университета. Известно, что из профессоров особенное влияние оказал на него читавший политическую экономию В. С. Порошин.
В первой же литературной работе — оставшейся в рукописи статье «Об отношении производительности к распределению богатства» (1842) — Майков критиковал школу Адама Смита и проводил идею об участии рабочих в прибылях производства. В 1842 году В. Н. Майков окончил университет и поступил на службу в департамент сельского хозяйства. Параллельно он занялся естественными науками, в частности, перевёл «Письма о химии» Либиха, которые не были изданы. Слабость здоровья и либеральные убеждения вскоре заставили его выйти в отставку и провести более полугода в Германии, Франции и Италии, где он продолжал занятия политической экономией, философией и химией.

### Участие в составлении «Словаря Кириллова»
Вернувшись в Петербург, Майков вошёл в кружок петрашевцев и принял активное участие в составлении «Карманного Словаря иностранных слов, вошедших в состав русского языка» (1845—1846), где был автором многих важных статей («Анализ», «Критика», «Идеал», «Драма», «Журнал»), выступал за «общественное значение» искусства и «суд ума над действительностью».
Словарь Кириллова, который принято считать одним из наиболее ярких проявлений общественного движения, возникшего под влиянием революционных событий во Франции 1840-х годов и своего рода аналогией «Философского словаря» Вольтера, вскоре после второго выпуска был изъят из обращения. В 1849 году, в ходе расследования дела петрашевцев ведший следствие И. П. Липранди утверждал, что словарь «исполнен таких дерзостей, какие едва ли бывали даже в рукописях, пускаемых в общее обращение». В. Н. Майков принимал участие только в составлении первого, более умеренного выпуска Словаря Кириллова.

### Сотрудничество с «Финским вестником»
В 1845 году Майков стал соредактором журнала «Финский вестник», основанного тогда же Ф. К. Дершау; первый том издания открывался его программной (но оставшейся неоконченной) статьёй «Общественные науки в России». Исследователи отмечали, что именно в ней впервые проявились начитанность Майкова в сфере общественно-политических наук и редкая способность «легко и свободно ориентироваться в самых отвлеченных понятиях». Статья формулировала главный тезис всей литературной деятельности Майкова — проповедь необходимости органической связи науки и искусства с живой действительностью. Автор, ещё недавно увлекавшийся О. Контом (статья «Анализ») перешёл здесь к его критике, требуя создания социальной «философии общества», диалектически соотнося национальное и общечеловеческое. Во второй части статьи Майков предполагал дать очерк развития передовой мысли в России, в частности, проанализировать деятельность В. Г. Белинского, но она была запрещена цензурой и сохранилась только в отрывках.

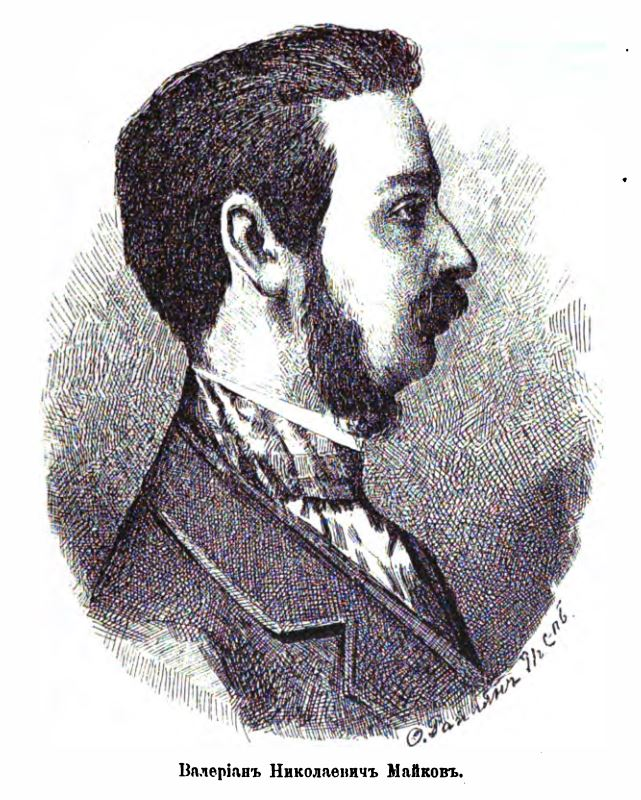

Статья «Общественные науки в России», напечатанная в малораспространённом «Финском вестнике», прошла незамеченной широкой публикой, но имела резонанс в литературных кругах. В 1846 году А. А. Краевский по рекомендации И. С. Тургенева пригласил Майкова руководить критическим отделом журнала «Отечественные записки» — на место ушедшего Белинского. В первой своей крупной статье (об А. В. Кольцове) он вступил в спор с Белинским, которому «ставил в упрек бездоказательность его критики», усматривая в ней элементы литературного диктаторства.

### «Отечественные записки» и «Современник»
Отношения между редакцией «Отечественных записок» и кружком Белинского, основывавшим тогда «Современник», были натянутыми. Поэтому Белинский оппонировал Майкову с нескрываемым раздражением, принимая его за сторонника вражеского лагеря. Впрочем, после устранения данного недоразумения в 1847 году Майков начал сотрудничество с «Современником».
В том же году Майков организовал кружок, куда входили, в частности, В. А. Милютин и М. Е. Салтыков, имевший идейные связи с М. В. Петрашевским. К этому времени взгляды Майкова заметно эволюционировали. Под влиянием Фейербаха и утопистов-социалистов он пытался сформулировать идею «гармоничного человека» и «идеальной цивилизации». При этом специфические национальные черты (прежде всего русские, но в целом любые) он считал тормозом на пути к такому идеалу. Так, в статье о Майкове он утвержддал, что
Мы убеждены, что человек, которого можно назвать типом какой бы то ни было нации, — никак не может быть не только великим, но даже и необыкновенным… человек, к какой бы нации ни принадлежал и каким бы обстоятельствам ни подвергался в своем зачатии, рождении и развитии, — все-таки принадлежит по натуре своей к разряду существ однородных, называемых людьми, а не французами, не немцами, не русскими, не англичанами.

### Смерть
Будучи в гостях, в селе Новом в Петергофском уезде, 15 (27) июля 1847 года Майков, разгоряченный жарой стал купаться в озере и умер «от удара». Был похоронен на деревенском кладбище в Ропше неподалёку от Петербурга.

## Посмертные отзывы и публикации
На смерть Майкова многие печатные издания откликнулись некрологами, в которых выражалась скорбь по поводу тяжёлой утраты, постигшей науку и литературу. Очень скоро, однако, имя его было забыто. В 1861 году сочувственный отзыв о его творчестве оставил Ф. М. Достоевский, в 1868 году — И. С. Тургенев («Литературные воспоминания»). Лишь в 1872 году творчество Майкова впервые детально проанализировал А. М. Скабичевский в ряде статей журнала «Отечественные записки», где значительно преувеличил степень разногласий между Майковым и Белинским.
В 1886 году обстоятельному рассмотрению деятельность Майкова подверглась в «Вестнике Европы» в статье К. К. Арсеньева. Настоящий всплеск интереса к наследию В. Н. Майкова наблюдался в 1891—1892 годах, когда А. Н. Чудиновым в журнале «Пантеон Литературы» были изданы «Критические опыты» Майкова под редакцией его брата Л. Н. Майкова. В других журналах по поводу «Критических опытов» появился ряд статей — А. Н. Пыпина («Вестник Европы», 1892, № 2), M. A. Протопопова («Русская мысль», 1891, № 10), Ар. Мухина («Исторический вестник», 1891, № 4), позднее А. Л. Волынского («Русские критики»).

## Значение творчества
С. А. Венгеров в ЭСБЕ отмечал, что сочинения В. Н. Майкова не получили широкого распространения, несмотря на то, что частое сопоставление с В. Г. Белинским создало ему репутацию «преемника» последнего. Сам Майков, осознавая особенности своей творческой личности, в письме к И. С. Тургеневу прямо заявлял, что «никогда не думал быть критиком в смысле оценщика литературных произведений»:
Я всегда мечтал о карьере учёного, но как добиться того, чтобы публика читала учёные сочинения. Я видел и вижу в критике единственное средство заманить её в сети интереса науки. Есть люди, и много, которые прочтут учёный трактат в «Критике» и ни за что не станут читать отдела «Наук» в журнале, а тем более учёной книги.В. Н. Майков - И. С. Тургеневу
Критические статьи Майкова (в частности, о А. В. Кольцове) были наполнены теоретическими размышлениями о разнообразных аспектах искусства, народности и т. д., но в гораздо меньшей степени касались непосредственно творческой стороны.
Согласно биографии С. А. Венгерова в ЭСБЕ, Майков не был «даровитым писателем в обыкновенном смысле этого слова». Там же утверждалось, что «стиль его критических статей вял и неярок, местами даже тёмен», исследования романтизма, творчества Искандера, Тютчева — вторичными, и отмечалось, что действительно оригинальной была высокая оценка Майковым повести Ф. М. Достоевского «Двойник», относительно которой в то время господствовало мнение В. Г. Белинского, назвавшего её «нервической чепухой».

### Творческое наследие В. Н. Майкова
Несмотря на критическое отношение к учению Огюста Конта, в науке В. Н. Майков стал известен как один из первых российских позитивистов.
В области литературы В. Н. Майков был одним из первых в России критиков-теоретиков, который в отличие от большинства современников не концентрировал внимание на разборе конкретных произведений, но встраивал свои наблюдения в конструкцию собственной, заранее разработанной, «весьма стройной эстетической теории».
Следуя за Белинским, Майков пытался защитить гоголевскую, то есть так называемую в то время «натуральную» школу, от упрёков в том, что она занимается «грязной» действительностью, будто бы недостойной художественного воспроизведения. При этом свои выводы Майков старался обосновать научно, используя познания в философии и психологии, оперируя, в частности, идеей о том, что «каждый из нас познает и объясняет себе все единственно по сравнению с самим собою».
Раз это так, полагал Майков, «дело не в предмете, которым занялся художник, а в нашем к нему отношении»: 

Что может быть неинтереснее и бесцветнее «какого-нибудь плоского захолустья, двух, трёх кривых березок, да сереньких тучек на горизонте», но вы сжились с этими «печальными подробностями»; когда вам их нарисуют, в вашей душе воскресает целый ряд дорогих воспоминаний и такая «встреча с самим собою проливает неизъяснимую прелесть на какой-нибудь ландшафт петербургского художника, потому что нельзя не любить себя, не интересоваться собою». Тайна впечатления от искусства в том, что оно возбуждает в читателе и зрителе симпатический, по терминологии Майкова, то есть напоминающий нам самих себя отзвук. Вот почему «нет на свете предмета неизящного, непленительного, если только художник, изображая его, может отделять безразличное от симпатического».
Художественное творчество, утверджал Майков, есть «пересоздание действительности, совершаемое не изменением её форм, а возведением их в мир человеческих интересов, в поэзию». Отмечалось, что идея о том, что художественная мысль «зарождается в форме любви или негодования» сближала его с М. Ж. Гюйо. Отмечалось, однако, что на практике Майков не всегда следовал собственным требованиям, разделяя художественные произведений на истинно художественные, «которые пишутся без всякой посторонней цели, по безотчетному требованию творчества», и «беллетристику» (к числу которой причислял и роман «Вечный Жид» Эжена Сю и роман Искандера).

#### Статья «Общественные науки в России»
Опубликованная в 1845 году статья «Общественные науки в России» ставила своей основной целью (согласно ЭСБЕ) «поставить во главе нравственно-политических наук философию общества» — в противовес господствовавшему до этого «антропологическому» направлению, делавшему упор на стремлении к обеспечению блага отдельной личности.
С точки зрения «философии общества» (которую автор идентифицировал с социалистической), Майков критиковал английскую политико-экономическую школу Адама Смита, которая, как он считал, «очищает свою науку от всяких примесей нравственных и политических» и рассматривает «богатство как факт отдельный, ни от чего не зависящий, ни с чем не соединённый органически». Этот взгляд, по Майкову, «ложный в науке, делается гибельным для практики». Политическая экономия в Англии, утверждал он, «утратила характер науки, основанной на идее благосостояния и послужила основанием монополии аристократии богатства». С той же точки зрения автор критиковал и немецкую науку:
Как Англия выражает односторонность экономическую, так Германия, напротив того, представляет крайность нравственную. Наука изолирована у немцев в той же мере, как промышленность — у англичан.
Германию автор сравнивал с современной Индией («та же мысль, отрешившаяся от жизни, погруженная в созерцание самой себя, без всякого отношения к жизни»), и ставил в пример ей Францию, где наука «не увлечена ни бездушным анализом англичан, ни бесплотным синтезом немцев», а полна «органического характера».
Отмечалось, что «философия общества» в изложении В. Н. Майкова во многом продолжала идеи Огюста Конта, известные в кругу Белинского по статьям в «Revue des Deux Mondes». В философии Майков одним из первых стал критиковать немецкую метафизику; в политической экономии проповедовал идею «дольщины» рабочих в предприятиях, в критических статьях об искусстве был созвучен Гюйо (те же взгляды излагавшему много лет спустя). Серьёзные споры вызывали взгляды Майкова на национальность; даже Белинский протестовал против них, находя, что молодой писатель слишком уже «всечеловек».

## Комментарии
1. ↑  Формально во главе дела состоял артиллерист Н. С. Кириллов, но в действительности руководили работой Майков и М. В. Петрашевский
2. ↑  См. рецензию на «Краткое начертание истории русской литературы» В. И. Аскоченского; статью «Стихотворения Кольцова», 1846.
3. ↑  Последний требовал от искусства этического элемента, с тем, однако, «чтобы он не был пристегнут механически, а свободно и органически претворился бы в творческой душе».